# 467 Laura
467 Laura (1901 FY) är en asteroid upptäckt 9 januari 1901 av den tyske astronomen Max Wolf i Heidelberg. Asteroiden har fått sitt namn efter hjältinnan i operan La Gioconda.